# Sommer-Paralympics 2004/Tischtennis
Bei den Sommer-Paralympics 2004 in Athen wurden in insgesamt 28 Wettbewerben im Tischtennis Medaillen vergeben.
Die Entscheidungen sind zwischen dem 18. und dem 27. September 2004 gefallen. Der Spielort war die Galatsi Olympic Hall, wo auch die Wettkämpfe der Rhythmischen Sportgymnastik stattfanden.

## Klassen
Es wurden zehn Klassen beim Tischtennis unterschieden. Die Klassen TT 1 bis TT 5 starteten im Rollstuhl, die Klassen TT 6 bis TT 10 im Stehen.
Im Einzel- und Mannschaftswettbewerb wurden verschiedene Klassen bei den Frauen und Herren zusammengefasst. Es gab sieben Wettbewerbe im Einzel bei den Frauen und zehn bei den Herren. Im Mannschaftswettbewerb wurden drei Medaillen bei den Frauen und acht Medaillen bei den Herren vergeben. Insgesamt wurden so 28 Medaillen vergeben. Die Klassen wurden wie folgt zusammengefasst:
Frauen
| Einzel                                                          | Mannschaft                                 |
| - TT 1 – TT 2 - TT 3 - TT 4 - TT 5 - TT 6 – TT 8 - TT 9 - TT 10 | - TT 1 – TT 3 - TT 4 – TT 5 - TT 6 – TT 10 |

Männer
| Einzel                                                                 | Mannschaft                                                             |
| - TT 1 - TT 2 - TT 3 - TT 4 - TT 5 - TT 6 - TT 7 - TT 8 - TT 9 - TT 10 | - TT 1 – TT 2 - TT 3 - TT 4 - TT 5 - TT 6 – TT 7 - TT 8 - TT 9 - TT 10 |

## Medaillengewinner Frauen

### Einzel
TT 1 – TT 2:
| Platz | Land                   | Spieler                 |
| ----- | ---------------------- | ----------------------- |
| 1     | Frankreich             | Isabelle Lafaye Marziou |
| 2     | Frankreich             | Genevieve Clot          |
| 3     | Vereinigtes Königreich | Catherine Mitton        |

TT 3:
| Platz | Land       | Spieler           |
| ----- | ---------- | ----------------- |
| 1     | Slowenien  | Mateja Pintar     |
| 2     | Frankreich | Stephanie Mariage |
| 3     | Slowakei   | Alena Kanova      |

TT 4:
| Platz | Land        | Spieler                |
| ----- | ----------- | ---------------------- |
| 1     | Deutschland | Monika Sikora-Weinmann |
| 2     | Italien     | Valeria Zorzetto       |
| 3     | Deutschland | Christiane Pape        |

TT 5:
| Platz | Land                | Spieler       |
| ----- | ------------------- | ------------- |
| 1     | Volksrepublik China | Ren Guixiang  |
| 2     | Volksrepublik China | Chen Wei Hong |
| 3     | Chinesisch Taipeh   | Wei Mei Hui   |

TT 6 – TT 8:
| Platz | Land                | Spieler             |
| ----- | ------------------- | ------------------- |
| 1     | Volksrepublik China | Zhang Xiaoling      |
| 2     | Schweden            | Kova Bengtsson      |
| 3     | Russland            | Julija Ovsjannikova |

TT 9:
| Platz | Land                | Spieler          |
| ----- | ------------------- | ---------------- |
| 1     | Volksrepublik China | Liu Meili        |
| 2     | Volksrepublik China | Lei Lina         |
| 3     | Frankreich          | Thu Kamkasomphou |

TT 10:
| Platz | Land                | Spieler           |
| ----- | ------------------- | ----------------- |
| 1     | Polen               | Natalia Partyka   |
| 2     | Tschechien          | Jolana Matouskova |
| 3     | Volksrepublik China | Li Yu Qiang       |

### Mannschaft
TT 1 – TT 3:
| Platz | Land       | Spieler                                                  |
| ----- | ---------- | -------------------------------------------------------- |
| 1     | Frankreich | Genevieve Clot Isabelle Lafaye Marziou Stephanie Mariage |
| 2     |            |                                                          |
| 3     |            |                                                          |

TT 4 – TT 5:
| Platz | Land                | Spieler                                          |
| ----- | ------------------- | ------------------------------------------------ |
| 1     | Volksrepublik China | Gu Gai Ren Guixiang Chen Wei Hong                |
| 2     | Chinesisch Taipeh   | Mei Hui Wei Shu Chin Hsiao                       |
| 3     | Jordanien           | Khetam Abuawad Maha Al Bargouti Fatemah Al Azzam |

TT 6 – TT 10:
| Platz | Land                | Spieler                                                                    |
| ----- | ------------------- | -------------------------------------------------------------------------- |
| 1     | Volksrepublik China | Lei Lina Li Yu Qiang Zhang Xiaoling Liu Mei Li                             |
| 2     | Polen               | Miroslawa Turowska Natalia Partyka Krystyna Jagodzinska Malgorzata Grzelak |
| 3     | Frankreich          | Claire Mairie Audrey le Morvan Michelle Sevin Thu Kamkasomphou             |

## Medaillengewinner Männer

### Einzel
TT 1:
| Platz | Land        | Spieler        |
| ----- | ----------- | -------------- |
| 1     | Deutschland | Holger Nikelis |
| 2     | Südkorea    | Lee Hae Gon    |
| 3     | Deutschland | Walter Kilger  |

TT 2:
| Platz | Land     | Spieler        |
| ----- | -------- | -------------- |
| 1     | Slowakei | Jan Riapos     |
| 2     | Südkorea | Kim Gong Yong  |
| 3     | Südkorea | Kim Kyung Mook |

TT 3:
| Platz | Land                   | Spieler             |
| ----- | ---------------------- | ------------------- |
| 1     | Südkorea               | Young Gun Kim       |
| 2     | Frankreich             | Jean Philippe Robin |
| 3     | Serbien und Montenegro | Zlatko Kesler       |

TT 4:
| Platz | Land                | Spieler         |
| ----- | ------------------- | --------------- |
| 1     | Volksrepublik China | Zhang Yan       |
| 2     | Tschechien          | Michal Stefanu  |
| 3     | Südkorea            | Choi Kyoung Sik |

TT 5:
| Platz | Land       | Spieler           |
| ----- | ---------- | ----------------- |
| 1     | Südkorea   | Kim Byoung Young  |
| 2     | Südkorea   | Jung Eun Chang    |
| 3     | Frankreich | Christophe Durand |

TT 6:
| Platz | Land        | Spieler          |
| ----- | ----------- | ---------------- |
| 1     | Deutschland | Daniel Arnold    |
| 2     | Deutschland | Rainer Schmidt   |
| 3     | Dänemark    | Peter Rosenmeier |

TT 7:
| Platz | Land        | Spieler         |
| ----- | ----------- | --------------- |
| 1     | Frankreich  | Stephane Messi  |
| 2     | Deutschland | Jochen Wollmert |
| 3     | Spanien     | Jordi Morales   |

TT 8:
| Platz | Land     | Spieler         |
| ----- | -------- | --------------- |
| 1     | Belgien  | Mathieu Loicq   |
| 2     | Belgien  | Marc Ledoux     |
| 3     | Slowakei | Richard Csejtey |

TT 9:
| Platz | Land                | Spieler           |
| ----- | ------------------- | ----------------- |
| 1     | Österreich          | Stanislaw Fraczyk |
| 2     | Volksrepublik China | Lu Xiao Lei       |
| 3     | Vereinigte Staaten  | Tahl Leibovitz    |

TT 10:
| Platz | Land                | Spieler           |
| ----- | ------------------- | ----------------- |
| 1     | Slowakei            | Ladislav Gaspar   |
| 2     | Schweden            | Fredrik Andersson |
| 3     | Volksrepublik China | Ge Yang           |

### Mannschaft
TT 1 – TT 2:
| Platz | Land                | Spieler                                                           |
| ----- | ------------------- | ----------------------------------------------------------------- |
| 1     | Volksrepublik China | Kang Seong Hoon Kim Gong Yong Kim Kyung Mook Lee Hae Gon          |
| 2     | Slowakei            | Rastislav Revucky Jan Riapos                                      |
| 3     | Deutschland         | Thorsten Gruenkemeyer Walter Kilger Holger Nikelis Otto Vilsmaier |

TT 3:
| Platz | Land                   | Spieler                                   |
| ----- | ---------------------- | ----------------------------------------- |
| 1     | Südkorea               | Kim Young Gun Yang Heung Sik Cho Jae Kwan |
| 2     | Vereinigtes Königreich | James Rawson Neil Robinson Stefan Trofan  |
| 3     | Frankreich             | Pascal Verger Jean Philippe Robin         |

TT 4:
| Platz | Land                | Spieler                                         |
| ----- | ------------------- | ----------------------------------------------- |
| 1     | Südkorea            | Choi Kyoung Sik Um Tae Hyung Park Jun Young     |
| 2     | Frankreich          | Sebastien Pechard Emeric Martin Bruno Benedetti |
| 3     | Volksrepublik China | Zhang Jie Zhang Yan                             |

TT 5:
| Platz | Land       | Spieler                                   |
| ----- | ---------- | ----------------------------------------- |
| 1     | Tschechien | Rene Taus Michal Stefanu Frantisek Glazar |
| 2     | Südkorea   | Jung Eun Chang Kim Byoung Young           |
| 3     | Frankreich | Gregory Rosec Christophe Durand           |

TT 6 – TT 7:
| Platz | Land        | Spieler                                                   |
| ----- | ----------- | --------------------------------------------------------- |
| 1     | Deutschland | Rainer Schmidt Daniel Arnold Dieter Meyer Jochen Wollmert |
| 2     | Polen       | Adam Jurasz Miroslaw Kowalski                             |
| 3     | Schweden    | Simon Itkonen Linus Loennberg                             |

TT 8:
| Platz | Land       | Spieler                                   |
| ----- | ---------- | ----------------------------------------- |
| 1     | Belgien    | Nico Vergeylen Mathieu Loicq Marc Ledoux  |
| 2     | Frankreich | Alain Pichon Michel Schaller Julien Soyer |
| 3     | Slowakei   | Richard Csejtey Miroslav Mitas            |

TT 9:
| Platz | Land              | Spieler                           |
| ----- | ----------------- | --------------------------------- |
| 1     | Niederlande       | Gerben Last Tonnie Heijnen        |
| 2     | Österreich        | Stanislaw Fraczyk Rene Gutdeutsch |
| 3     | Chinesisch Taipeh | Hsu Chih Shan Hu Ming Fu          |

TT 10:
| Platz | Land                | Spieler                                                       |
| ----- | ------------------- | ------------------------------------------------------------- |
| 1     | Volksrepublik China | Lu Xiaolei Ge Yang                                            |
| 2     | Frankreich          | François Sérignat Olivier Chateigner Gilles de la Bourdonnaye |
| 3     | Schweden            | Magnus Andree Fredrik Andersson                               |

## Medaillenspiegel Tischtennis
| Medaillenspiegel Tischtennis | Medaillenspiegel Tischtennis | Medaillenspiegel Tischtennis | Medaillenspiegel Tischtennis | Medaillenspiegel Tischtennis | Medaillenspiegel Tischtennis |
| Platz                        | Land                         | G                            | S                            | B                            | Gesamt                       |
| ---------------------------- | ---------------------------- | ---------------------------- | ---------------------------- | ---------------------------- | ---------------------------- |
| 1                            | Volksrepublik China          | 7                            | 3                            | 3                            | 13                           |
| 2                            | Südkorea                     | 5                            | 4                            | 2                            | 11                           |
| 3                            | Deutschland                  | 4                            | 2                            | 3                            | 9                            |
| 4                            | Frankreich                   | 3                            | 6                            | 4                            | 13                           |
| 5                            | Slowakei                     | 2                            | 1                            | 3                            | 6                            |
| 6                            | Belgien                      | 2                            | 1                            | –                            | 3                            |
| 7                            | Polen                        | 1                            | 2                            | –                            | 3                            |
| 7                            | Tschechien                   | 1                            | 2                            | –                            | 3                            |
| 9                            | Österreich                   | 1                            | 1                            | –                            | 2                            |
| 10                           | Niederlande                  | 1                            | –                            | –                            | 1                            |
| 10                           | Slowenien                    | 1                            | –                            | –                            | 1                            |
| 12                           | Schweden                     | –                            | 2                            | 2                            | 4                            |
| 13                           | Chinesisch Taipeh            | –                            | 1                            | 2                            | 3                            |
| 14                           | Vereinigtes Königreich       | –                            | 1                            | 1                            | 2                            |
| 15                           | Italien                      | –                            | 1                            | –                            | 1                            |
| 16                           | Dänemark                     | –                            | –                            | 1                            | 1                            |
| 16                           | Jordanien                    | –                            | –                            | 1                            | 1                            |
| 16                           | Russland                     | –                            | –                            | 1                            | 1                            |
| 16                           | Serbien und Montenegro       | –                            | –                            | 1                            | 1                            |
| 16                           | Spanien                      | –                            | –                            | 1                            | 1                            |
| 16                           | Vereinigte Staaten           | –                            | –                            | 1                            | 1                            |